# Tunnel van Ham-sur-Heure
De tunnel van Ham-sur-Heure is een spoortunnel in de gemeente Ham-sur-Heure-Nalinnes. De tunnel heeft een lengte van 444 meter. De dubbelsporige spoorlijn 132 gaat door deze tunnel.